# Stazione di Keiō-Inadazutsumi
La stazione di Keiō-Inadazutsumi  (京王稲田堤駅?, Keiō-Inadazutsumi-eki) è una stazione ferroviaria della città di Kawasaki, nella prefettura di Kanagawa, situata nel quartiere di Tama-ku. La stazione è servita dalla linea Keiō Sagamihara della Keiō Corporation, e si tratta della stazione situata più a nord di tutta la prefettura di Kanagawa.
Nelle vicinanze, a pochi minuti a piedi, si trova la stazione di Inadazutsumi sulla linea Nambu della JR East.

## Linee
Keiō Corporation
● Linea Keiō Sagamihara

## Struttura
La stazione è realizzata in viadotto, e ospita due marciapiedi laterali con due binari passanti. Le banchine sono collegate al mezzanino sottostante da scale fisse, mobili e ascensori, e dispongono di sala d'attesa climatizzata e dispenser di acqua potabile. In totale sono presenti due uscite, nord e sud.
| 1 | ● Linea Keiō Sagamihara | per Keiō-Yomiuri-Land, Keiō-Tama-Center e Hashimoto                                    |
| 2 | ● Linea Keiō Sagamihara | per Chōfu, Meidaimae, Sasazuka, Shinjuku e linea Shinjuku della metropolitana di Tokyo |

## Stazioni adiacenti
| «                     | Servizio                                         | »                     |
| Linea Keiō Sagamihara | Linea Keiō Sagamihara                            | Linea Keiō Sagamihara |
| --------------------- | ------------------------------------------------ | --------------------- |
| Keiō-Tamagawa         | Locale Rapido Semiespresso                       | Keiō-Yomiuri-Land     |
| Chōfu                 | Espresso Semiespresso speciale Espresso speciale | Keiō-Nagayama         |